# 麦克唐纳飞行器公司
麦克唐纳飞行器公司（McDonnell Aircraft Corporation）是一家美国航空航天制造企业，总部设在密苏里州圣路易斯附近。麦克唐纳飞行器公司于1939年由詹姆斯·史密斯·麦克唐纳创建，1967年与道格拉斯飞行器公司合并，成为麦克唐纳道格拉斯，最终成为波音的一部分。

## 产品
麦克唐纳飞行器公司前后的产品包括：
- XP-67
- FH Phantom
- F2H Banshee
- XF-85小鬼式戰鬥機
- XF-88戰鬥機
- F3H Demon
- F-101戰鬥機
- F-4幽灵II战斗机
- 水星飞船
- 双子座飞船